# باتريسيو بارني
باتريسيو بارني (بالإيطالية: Patrizio Parrini)‏ مواليد 5 سبتمبر 1959، هو لاعب كرة مضرب إيطالي سابق وكان يلعب باليد اليمنى. أعلى تصنيف له في الفردي كان المركز الـ 300 في سنة 1982. أعلى تصنيف له في الزوجي كان المركز الـ 266 في سنة 1984.

## النهائيات

### الزوجي: (2)
| الرقم | السنة | الدورة            | الأرضية | الشريك         | المنافس في النهائي                  | النتيجة في النهائي |
| ----- | ----- | ----------------- | ------- | -------------- | ----------------------------------- | ------------------ |
| 1.    | 1981  | غالاتينا، إيطاليا | ترابية  | كارلوس غاتيكير | روبرتو كروتهرز فرناندو دالا-فونتانا | 6–4, 5–7, 7–5      |
| 2.    | 1985  | باريولي، إيطاليا  | ترابية  | سيوديو مزادري  | باولو كين سيمون كولومبو             | 6–4, 3–6, 6–4      |

## روابط خارجية
- باتريسيو بارني على موقع رابطة محترفي التنس (الإنجليزية)
- باتريسيو بارني على موقع الاتحاد الدولي لكرة المضرب (الإنجليزية)
- باتريسيو بارني على موقع خلاصة التنس.كوم (الإنجليزية)